# Томи Хаас
Томас Марио Хаас (на немски: Thomas Mario Haas), по-известен като Томи Хаас, е германски тенисист, роден на 3 април 1978 г. в Хамбург. Най-доброто му класиране в ранглистата на АТП е второ място, достигнато през месец май 2002 г. Известен е със силния си форхенд.

## Биография
Томи Хаас е роден в семейството на австриеца Петер Хаас, европейски вицешампион по джудо и съученик на Арнолд Шварценегер. Започва да тренира тенис на четири години, а на пет печели първия си турнир в Хамбург. На 11 години посещава в отделни периоди от време престижната школа на Ник Болетиери. Две години по-късно Болетиери е толкова впечатлен от Хаас, че му предлага да остане да тренира там постоянно. Хаас участва с успех в различни юношески турнири.
Обучението на Хаас е финансирано от 15 частни лица, вярващи в бъдещите му успехи, сред които е и главният редактор на списание „Фокус“ Хелмут Марктворт. В периода 1990 – 1994 те го подпомагат с около 750 000 марки. В замяна Томи трябва да им изплаща 15% от спечелените от пари до 2004 г. Хаас обаче спира да дели печалбата си още през 1999 г. През март 2002 той е осъден да се издължи, а през ноември втората инстанция потвърждава присъдата. Така на Хаас се налага да изплати 516 794 евро плюс лихви.

## Кариера
Хаас става професионалист през 1996 г. Влиза в светлината на прожекторите през 1997, когато стига до полуфинал на Хамбург Мастърс, а малко по-късно и до финал в Лион. След серия контузии през 1998 г. (въпреки това е с най-предно класиране сред германските тенисисти и е част от отбора, спечелил Световната отборна купа), през 1999 Хаас успява да намери своето място сред най-добрите в тениса, когато стига полуфинал на Откритото първенство на Австралия (където губи от Евгени Кафелников) и печели титлата в Мемфис. Играе финали в Окланд и Щутгарт. В края на годината стига финал за Купата на Големия шлем, един от предшествениците на Тенис Мастърс Къп, където губи от Грег Руседски.
През 2000 г. Хаас отново пропуска част от сезона поради контузии. Стига до финал в Мюнхен и Виена. Хаас се колебае дали да участва на олимпиадата в Сидни, но все пак се решава да замине и това се оказва правилния избор – той печели сребро. На финала губи оспорван петсетов мач от Евгени Кафелников.
2001 г. е най-успешната в кариерата му. Печели четири турнира – Аделаида, Лонг Айлънд, Виена и Щутгарт Мастърс. Хаас почти си е осигурил участие на Тенис Мастърс Къп, но на турнира в Париж губи на полужинала от Себастиян Гросжан, който печели турнира и измества Томи от мястото за финалния турнир на годината.
2002 започва добре за Хаас, щойто отново играе полуфинал на Откритото първенство на Австралия, където губи от Марат Сафин в пет сета. Играе финал на Мастърса в Рим. През май стига до второ място в ранглистата на АТП. Следващите месеци обаче са много тежки за Томи. Не само че се налага да играе през втората част от сезона с болки в рамото и лакътя на дясната ръка, но през лятото родителите му претърпяват сатастрофа с мотор и са тежко ранени, а баща му изпада в кома (по-късно се състоянието му се стабилизира и оздравява). Хаас пропуска няколко турнира, за да моге да се грижи за тях. Хаас пропуска целия сезон 2003 поради контузия и се подлага на две операции на рамото.
През февруари 2004 се завръща на корта. Принудителната му почивка трае 467 дни и е най-дългият период на „почивка“ в историята на мъжкия тенис, след който играч се завръща на корта. Печели титлите в Хюстън и Лос Анджелис.
През 2005 г. играе на четири полуфинала и отново печели Световната отборна купа.
През 2006 печели три титли – в Делрей Бийч, Мемфис и Лос Анджелис. На Откритото първенство на САЩ стига до четвъртфинал, където играе срещу Николай Давиденко и губи в петсетов мач, сле дкато води с 2:0 сета. Хаас е видимо изморен и от третия сет непрекъснато получава схващатия на мускулите на краката, защото само три дни е изеграл още два петсетови мача – срещу Роби Джинепри и Марат Сафин. На Мастърса в Париж му е нужна победа на финала, за да участва на Тенис Мастърс Къп, но отново както през 2001 се проваля на полуфинала.
През 2007 г. Томи се появява с нов имидж – дългата коса, която е негов неизменен запазен знак в предишните години, е заменена от къса подстрижка. Хаас за трети път в кариерата
си стига до полуфинал на Откритото първенство на Австралия (губи от Фернандо Гонзалес). Въпреки загубата, той влеза в Топ 10 за първи път от 2002 г. Хаас печели за трети път в кариерата си турнира в Мемфис. За първи път в кариерата си печели турнир, без да допусне брейк пойнт в мачовете си.

### Класиране в ранглистата в края на годината
| Година | 1996 | 1997 | 1998 | 1999 | 2000 | 2001 | 2002 | 2003 | 2004 | 2005 | 2006 | 2007 |
| Сингъл | 196  | 41   | 34   | 11   | 23   | 8    | 11   | -    | 17   | 46   | 11   | 12   |
| Двойки | -    | 283  | 214  | -    | 694  | 132  | 734  | -    | 326  | 400  | 484  | -    |

## Кариерна статистика

#### Олимпийски игри (1 сребърен медал)
| година | медал    | турнир     | Настилка | съперник          | резултат                     |
| ------ | -------- | ---------- | -------- | ----------------- | ---------------------------- |
| 2000   | Сребърен | Сидни 2000 | твърда   | Евгени Кафелников | 6–7(4–7), 6–3, 2–6, 6–4, 3–6 |

#### Финали наКупа на големия шлем(1)
| година | турнир               | съперник      | резултат                     |
| ------ | -------------------- | ------------- | ---------------------------- |
| 1999   | Купа на големия шлем | Грег Руседски | 3–6, 4–6, 7–6(7–5), 6–7(5–7) |

#### Титли оттурнири от сериите Мастърс(1)
| година | турнир          | съперник във финала | резултат      |
| ------ | --------------- | ------------------- | ------------- |
| 2001   | Щутгарт Мастърс | Макс Мирни          | 6–2, 6–2, 6–2 |

#### Финали натурнири от сериите Мастърс(1)
| година | турнир       | съперник във финала | резултат      |
| ------ | ------------ | ------------------- | ------------- |
| 2002   | Италия Оупън | Андре Агаси         | 3–6, 3–6, 0–6 |

### ATP финали (15 титли; 28 финала)
|        | П–З   | Година | Турнир                    | Клас           | Настилка   | Опонент               | Резултат                          |
| ------ | ----- | ------ | ------------------------- | -------------- | ---------- | --------------------- | --------------------------------- |
| Загуба | 0–1   | 1997   | Сюд дьо Франс Оупън       | Световни серии | Твърда (з) | Фабрис Санторо        | 4–6, 4–6                          |
| Загуба | 0–2   | 1998   | Сюд дьо Франс Оупън       | Световни серии | Твърда (з) | Алекс Кореча          | 6–2, 6–7(6–8), 1–6                |
| Загуба | 0–3   | 1998   | Окланд Оупън              | Световни серии | Твърда     | Шенг Схалкен          | 4–6, 4–6                          |
| Победа | 1–3   | 1999   | Ю Ес Индор                | Шампионски     | Твърда (з) | Джим Къриър           | 6–4, 6–1                          |
| Загуба | 1–4   | 1999   | Щутгарт Оупън             | Шампионски     | Клей       | Магнус Норман         | 7–6(8–6), 6–4, 6–7(7–9), 0–6, 3–6 |
| Загуба | 1–5   | 1999   | Купа на големия шлем      | Голям шлем     | Твърда (з) | Грег Руседски         | 3–6, 4–6, 7–6(7–5), 6–7(5–7)      |
| Загуба | 1–6   | 2000   | Баварски шампионат        | Международни   | Клей       | Франко Скилари        | 4–6, 4–6                          |
| Загуба | 1–7   | 2000   | 2000'Сидни                | Олимпиада      | Твърда     | Евгени Кафелников     | 6–7(4–7), 6–3, 2–6, 6–4, 3–6      |
| Загуба | 1–8   | 2000   | Виена Оупън               | Межд. Голд     | Твърда (з) | Тим Хенман            | 4–6, 4–6, 4–6                     |
| Победа | 2–8   | 2001   | Аделаида Интернешънъл     | Международни   | Твърда     | Николас Масу          | 6–3, 6–1                          |
| Победа | 3–8   | 2001   | Кънектикът Оупън          | Международни   | Твърда     | Пийт Сампрас          | 6–3, 3–6, 6–2                     |
| Победа | 4–8   | 2001   | Виена Оупън               | Межд. Голд     | Твърда (з) | Гилермо Каняс         | 6–2, 7–6(8–6), 6–4                |
| Победа | 5–8   | 2001   | Щутгарт Мастърс           | Мастърс        | Твърда (з) | Макс Мирни            | 6–2, 6–2, 6–2                     |
| Загуба | 5–9   | 2002   | Италия Оупън              | Мастърс        | Клей       | Андре Агаси           | 3–6, 3–6, 0–6                     |
| Победа | 6–9   | 2004   | Ю Ес Клей Чемпиъншипс     | Международни   | Клей       | Анди Родик            | 6–3, 6–4                          |
| Победа | 7–9   | 2004   | Лос Анджелис Оупън        | Международни   | Твърда     | Николас Кифер         | 7–6(8–6), 6–4                     |
| Победа | 8–9   | 2006   | Делрей Бийч Оупън         | Международни   | Твърда     | Ксавие Малис          | 6–3, 3–6, 7–6(7–5)                |
| Победа | 9–9   | 2006   | Ю Ес Индор                | Межд. Голд     | Твърда (з) | Робин Сьодерлинг      | 6–3, 6–2                          |
| Победа | 10–9  | 2006   | Лос Анджелис Оупън        | Международни   | Твърда     | Дмитрий Турсунов      | 4–6, 7–5, 6–3                     |
| Победа | 11–9  | 2007   | Ю Ес Индор                | Межд. Голд     | Твърда (з) | Анди Родик            | 6–2, 6–3                          |
| Победа | 12–9  | 2009   | Хале Оупън                | 250 серии      | Трева      | Новак Джокович        | 6–3, 6–7(4–7), 6–1                |
| Победа | 13–9  | 2012   | Хале Оупън                | 250 серии      | Трева      | Роджър Федерер        | 7–6(7–5), 6–4                     |
| Загуба | 13–10 | 2012   | Германия Оупън            | 500 серии      | Клей       | Хуан Монако           | 5–7, 4–6                          |
| Загуба | 13–11 | 2012   | Вашингтон Оупън           | 500 серии      | Твърда     | Александър Долгополов | 7–6(9–7), 4–6, 1–6                |
| Загуба | 13–12 | 2013   | Пасифик Коуст Чемпиъншипс | 250 серии      | Твърда (з) | Милош Раонич          | 4–6, 3–6                          |
| Победа | 14–12 | 2013   | Баварски шампионат        | 250 серии      | Клей       | Филип Колшрайбер      | 6–3, 7–6(7–3)                     |
| Победа | 15–12 | 2013   | Виена Оупън               | 250 серии      | Твърда (з) | Робин Хаасе           | 6–3, 4–6, 6–4                     |
| Загуба | 15–13 | 2014   | Загреб Индорс             | 250 серии      | Твърда (з) | Марин Чилич           | 3–6, 4–6                          |

### Загубени финали на сингъл (12)
| №   | Дата           | Турнир                                 | Противник         | Резултат                      |
| 1.  | 16.06.1996     | Вайден, Германия                       | Томас Нидал       | 3:6, 6:3, 6:7                 |
| 2.  | 08.12.1996     | Дайтона Бийч, Флорида, САЩ             | Андрей Черкасов   | 6:7, 6:3, 5:7                 |
| 3.  | 20.04.1997     | Бирмингам, Алабама, САЩ                | Йохан ван Херк    | 6:7, 7:6, 4:6                 |
| 4.  | 19.10.1997     | Лион, Франция                          | Фабрис Санторо    | 4:6, 4:6                      |
| 5.  | 25.10.1998     | Лион, Франция                          | Алекс Кореча      | 6:2, 6:7(6), 1:6              |
| 6.  | 16 януари 1999 | Окланд, Нова Зеландия                  | Сиенг Шалкен      | 4:6, 4:6                      |
| 7.  | 26.07.1999     | Щутгарт, Германия                      | Магнус Норман     | 7:6(6), 6:4, 6:7(7), 0:6, 3:6 |
| 8.  | 03.10.1999     | Купа на Големия шлем, Мюнхен, Германия | Грег Руседски     | 3:6, 4:6, 7:6(5), 6:7(5)      |
| 9.  | 07.05.2000     | Мюнхен, Германия                       | Франко Скилари    | 4:6, 4:6                      |
| 10. | 01.10.2000     | Сидни, Австралия                       | Евгени Кафелников | 6:7(4), 6:3, 2:6, 6:4, 3:6    |
| 11. | 15.10.2000     | Виена, Австрия                         | Тим Хенман        | 4:6, 4:6, 4:6                 |
| 12. | 12.05.2002     | Рим, Италия                            | Андре Агаси       | 3:6, 3:6, 0:6                 |

| Легенда             |
| Олимпийски игри (0) |
| Голям шлем (0)      |
| Мастърс Къп (0)     |
| Серии Мастърс (1)   |
| АТП Тур (10)        |
| Чалънджър (0)       |

### Отборни титли (2)
| №  | Дата       | Турнир                                     | Съотборници                               | Противник | Резултат |
| 1. | 24.05.1998 | Световна отборна купа, Дюселдорф, Германия | Николас Кифер, Борис Бекер Давид Принозил | Чехия     | 3 – 0    |
| 2. | 21.05.2005 | Световна отборна купа, Дюселдорф, Германия | Флориан Майер, Александер Васке           | Аржентина | 2 – 1    |